# ميدان أحمد حلمي
ميدان أحمد حلمي منطقة تقع في التقاطع بين منطقة رمسيس ووسط القاهرة وحي شبرا، اشتهر قديما بوجود موقف السرفيس والباصات بها والذي تم نقله حديثا إلى عدد من مناطق القاهرة. سُمي على اسم الصحفي  المصري أحمد حلمي.